# Férias Frustradas do Pica-Pau
Férias Frustradas do Pica-Pau é um jogo de plataforma desenvolvido e publicado pela Tectoy para os consoles Mega Drive e Master System, lançado em outubro de 1995 apenas no Brasil depois de 2 anos de desenvolvimento. O jogo é baseado da série de curta-metragens de mesmo nome, criado pelo Walter Lantz.

## História
Num dia ensolarado, Pica-Pau curte as férias com seus amigos nas montanhas, mas de repente, Zeca Urubu rapta os amigos do pássaro e deixa um bilhete, dizendo:
"Pica-Pau,
Você pagará por não ter me convidado para viajar com você nas suas férias. Eu sequestrei todos os seus amigos e eles sofrerão todas as consequências do seu ato. O primeiro será Andy Panda, que será dividido em dois pandinhas.
Boas férias, Zeca Urubu."
Assim, cabe a Pica-Pau resgatar seus amigos e derrotar o Zeca Urubu.

## Fases
- Floresta: A primeira fase do jogo, onde você tem que salvar Andy Panda de um tronco para ser cortado.
- Pensão do Leôncio: Desvie dos morcegos, dos ratos, das aranhas e do Leôncio, para salvar o coelho Oswaldo, usando uma buzina.
- Colinas de Gelo: Uma fase que você deve entrar numa fria, com neve, bonecos de neve assassinos, bodes e esquilos. No final da fase, você esquia numa colina com pedras (que não é nada fácil), e depois, entra numa batalha com um urso-polar, usando um pincel para pintar o bumbum e depois bicar. Depois, é revelado que Picolino foi preso em seu próprio iglu.
- Rio: Um rio com quatro cachoeiras, onde crocodilos, caranguejos e piranhas estão a espreita. O chefe é o Zé Jacaré, que guarda a Lasquita numa gaiola e tenta comer você.
- Montanhas: Uma fase que você tem que salvar o Toquinho de ser assado num espeto, e não tem chefe.
- Castelo: A última fase com muitos barris, alçapões, morcegos e ratos, que para alguns é difícil. Na batalha final, você tem que entrar em um dos dois canhões para causar dano no Zeca Urubu. Depois, a Paulina é resgatada e livre de um forno fechado.